# Горка (Чёбсарское сельское поселение)
Горка — деревня в Шекснинском районе Вологодской области.
Входит в состав сельского поселения Чёбсарское, с точки зрения административно-территориального деления — в Чёбсарский сельсовет.
Расстояние по автодороге до районного центра Шексны — 20 км, до центра муниципального образования Чёбсары — 6 км. Ближайшие населённые пункты — Нефедково, Селино, Коротково, Дудкино, Павшино.
По переписи 2002 года население — 7 человек.
| 2002 | 2010 |
| ---- | ---- |
| 7    | ↘4   |